# Cheddleton
Cheddleton ist eine Ortschaft in Mittelengland. Sie liegt im Distrikt Staffordshire Moorlands in der Grafschaft Staffordshire, nahe der Stadt Leek, etwa mittig zwischen den großen Städten Birmingham und Manchester.

## Geografie
Cheddleton liegt in den Roaches, einer hügeligen Landschaft mit charakteristischen Einzelgehöften, die teils noch aus dem 11. Jahrhundert stammen. Die Hügel eignen sich landwirtschaftlich für Wiesen- und Weidewirtschaft.

## Sehenswürdigkeiten
- St.-Edward-Kirche im Ortszentrum
- Flint Mill – eine restaurierte Mühle aus dem Mittelalter
- Cauldon Canal, eine ehemalige Wasserstraße
- Alte Bahnlinie Churnet Valley Railway; auf ihr wird im Sommer eine Dampflokomotive betrieben.

## Städtepartnerschaft
Seit Mai 1989 unterhält Cheddleton eine Städtepartnerschaft mit der oberpfälzischen Stadt Mitterteich, wo eine Straße nach der Partnerstadt benannt ist. Beide Städte pflegen ihre Partnerschaft durch regelmäßige gegenseitige Besuche und Kontakte.

## Persönlichkeiten

### Söhne und Töchter der Gemeinde
- Percival J. Illsley (1865–1924), Komponist, Organist, Chorleiter und Musikpädagoge
- Lee Pearson (* 1974), Para-Dressurreiter